# Mikel Patrick Avery

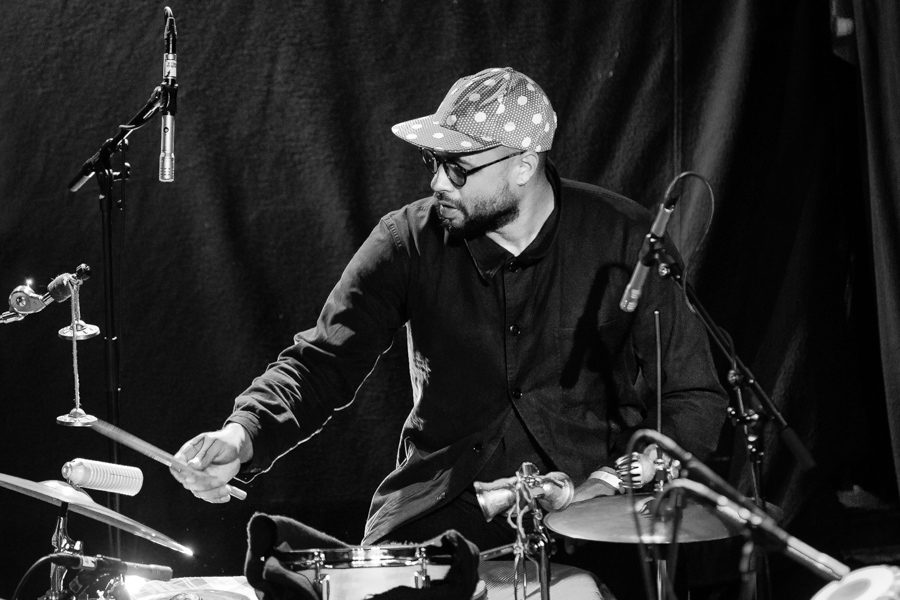
Mikel Patrick Avery (Kongsberg Jazzfestival 2019)

Mikel Patrick Avery (* 2. September 1982) ist ein US-amerikanischer Jazzmusiker (Schlagzeug, Komposition).

## Leben und Wirken
Avery wuchs in Philadelphia auf; in seiner Jugendzeit nahm er 1993–95 im Mehrspurverfahren mit Gitarre, Bass und Schlagzeug Material auf, das er 2021 auf der EP Wazella veröffentlichte. Wie sein Bruder besuchte auch er die University of Wisconsin, Stevens Point, entschied sich aber gegen ein weiteres Studium. Dann zog er nach Chicago und arbeitete dort mit Joshua Abrams’ Natural Information Society (Since Time Is Gravity, 2023), im Chicago Drum Choir, mit dem Joe Policastro Trio und dem Juan Vinuesa Jazz Quartet, mit Matthew Lux’ Communication Arts Quartet (Contra/Fact, 2018), dem Paul Giallorenzo Trio und mit Keefe Jackson. Im Lauf seiner Karriere trat er auch mit Musikern wie Ira Sullivan, Kurt Elling, Nicole Mitchell, John Scofield, Ari Brown, Mulgrew Miller, Dee Alexander, Scott Burns, Bobby Broom und Kimberly Gordon auf.
2017 veröffentlichte Avery eine EP namens Play, eine Sammlung von Bigband-Musik, die von Moondog/Sun-Ra-Bläser-Atonalitäten zu Post-Punk-Expressionismen wechselte. Daran wirkten Musiker wie Ben LaMar Gay, Tomeka Reid, Jason Stein, Macie Stewart und Dustin Laurenzi mit. 2022 erschien seine EP Sore Thumb, deren Musik er 2023 in Quartett mit Victor Viera-Bronco, Sophia Boro und John Sutton bei Roulette Intermedium vorstellte. Im Bereich des Jazz war er laut Tom Lord zwischen 2012 und 2023 an 17 Aufnahmesessions beteiligt, auch mit Bex Burch, Rose Colella, Jeremy Cunningham (The Weather Up There) und dem Chicago Jazz Philharmonic.
Des Weiteren ist Avery Mitglied in The Black Monks of Mississippi um den Chicagoer Künstler Theaster Gates. Er produzierte Videos für Rob Mazureks Exploding Star Orchestra, in dem er auch gelegentlich spielt, etwa auf Alternate Moon Cycles (2014) oder Dimensional Stardust (2020). Avery betätigt sich zudem als Fotograf (mit einigen Foto-Fanzines), baut seine eigenen Trommeln und entwickelt auch Musikelektronik. Avery lebte eine Zeitlang in New Orleans, inzwischen wieder in seiner Heimatstadt Philadelphia.

## Diskographische Hinweise
- Paul Giallorenzo Trio w/ Joshua Abrams, Mikel Patrick Avery: Flow (Delmark Records, 2017)
- Jesse Morrow, Dan Oestreicher & Jeff Albert: OMA(H)A (2021)
- Keefe Jackson / Oscar Jan Hoogland / Joshua Abrams / Mikel Patrick Avery: These Things Happen (Astral Spirits, 2022)